# Internet Explorer 8
Internet Explorer 8 (potocznie nazywany IE8) – przeglądarka internetowa firmy Microsoft, następca Internet Explorer 7.
Jako pierwsza przeglądarka Microsoftu przeszła test ACID2. Przeglądarka jest dostępna obecnie dla użytkowników XP SP2, XP SP3, Server 2003 SP2, Vista, Server 2008, Server 2008 R2 i Windows 7. Premiera finalnej wersji przeglądarki odbyła się 19 marca 2009, a od 27 kwietnia jest dostępna poprzez Windows Update.

## Historia
IE8 był tworzony od sierpnia 2007 roku. W lutym 2008 Microsoft rozesłał prywatne zaproszenia do testowania IE8 beta 1, 5 marca 2008 udostępnił tę wersję publicznie. Wersję beta 2 Microsoft wydał sierpniu 2008 roku. Finalna wersja początkowo miała być udostępniona w listopadzie 2008, jednak premiera została przesunięta. 23 maja 2008 przedstawiciele firmy zapowiedzieli, że niektóre strony przygotowane do pracy z IE7, mogą nie działać poprawnie w IE8 dopóki użytkownik nie włączy dla nich trybu zgodności (przy pomocy przycisku obok paska adresu), dlatego zasugerowano webmasterom, aby zmienili kod tak, żeby był dobrze interpretowany przez najnowszą wersję Internet Explorera lub aby na początku strony wkleili kod, dzięki któremu włączy się tryb Emulate IE7 bez ingerencji użytkownika.

## Nowości względem poprzednich wersji
| Główna wersja | Szczegółowa wersja | Data wydania     | Zmiany | Dostarczany z | Możliwość instalacji w                                                         |
| ------------- | ------------------ | ---------------- | --- | ------------- | ------------------------------------------------------------------------------ |
| Wersja 8      | 8.0 Beta 1         | 5 marca 2008     | - Przechodzi test ACID 2 - Zgodność z CSS 2.1 - Lepsza obsługa technologii AJAX - Możliwość odtworzenia sesji - WebSlices - Activities - Favorites Bar - Narzędzie dla developerów |               | Windows XP SP2 i SP3 Windows Server 2003 SP2 Windows Vista Windows Server 2008 |
| Wersja 8      | 8.0 Beta 2         | 27 sierpnia 2008 | - Tryb ścisłej prywatności określany nieraz mianem trybu porno |               | Windows XP SP2 i SP3 Windows Server 2003 SP2 Windows Vista Windows Server 2008 |
| Wersja 8      | 8.0 RC1            | 26 stycznia 2009 | - Mniejsze zapotrzebowanie na pamięć - Funkcje ułatwiające korzystanie z sieci niepełnosprawnym                                                                                    |               | Windows XP SP2 i SP3 Windows Server 2003 SP2 Windows Vista Windows Server 2008 |
| Wersja 8      | 8.0 RTM            | 19 marca 2009    | - Stabilność - Szybkość renderowania stron - Bezpieczeństwo, w tym ulepszony filtr antyphishingowy                                                                                 | Windows 7     | Windows XP SP2 i SP3 Windows Server 2003 SP2 Windows Vista Windows Server 2008 |

## Udział na rynku przeglądarek
W dniu premiery udział ósmej wersji Internet Explorera wyniósł 1,39%. Według danych za luty 2010 udział Internet Explorera 8 na świecie wynosił ponad 22%. Dane dla Polski za okres 25 – 31 stycznia wskazały na udział 9,42%.